# 波多黎各共产党
波多黎各共产党（西班牙語：Partido Comunista Puertorriqueño，缩写为PCP）是波多黎各的一个已不存在的共产主义政党。该党成立于1934年9月23日。1944年，该党因受政府迫害和白劳德主义的影响，一度解散，1946年3月，该党重建。其党纲宣称它是波多黎各工人革命运动和反帝运动的领导者和倡导者。1954年，该党召开“四大”，号召建立民族解放阵线，争取波多黎各独立。1960年代以来，该党多次声明反对波多黎各加入美国，要求实现“真正的独立”。1991年，该党解散。该党的机关报为《人民报》。